# Chrysopa sumatrensis
Chrysopa sumatrensis är en insektsart som först beskrevs av Navás 1929.  Chrysopa sumatrensis ingår i släktet Chrysopa och familjen guldögonsländor. Inga underarter finns listade i Catalogue of Life.